# Hiremuramatti, Bagalkot
Hiremuramatti là một làng thuộc tehsil Bagalkot, huyện Bagalkot, bang Karnataka, Ấn Độ.